# Ян Палах

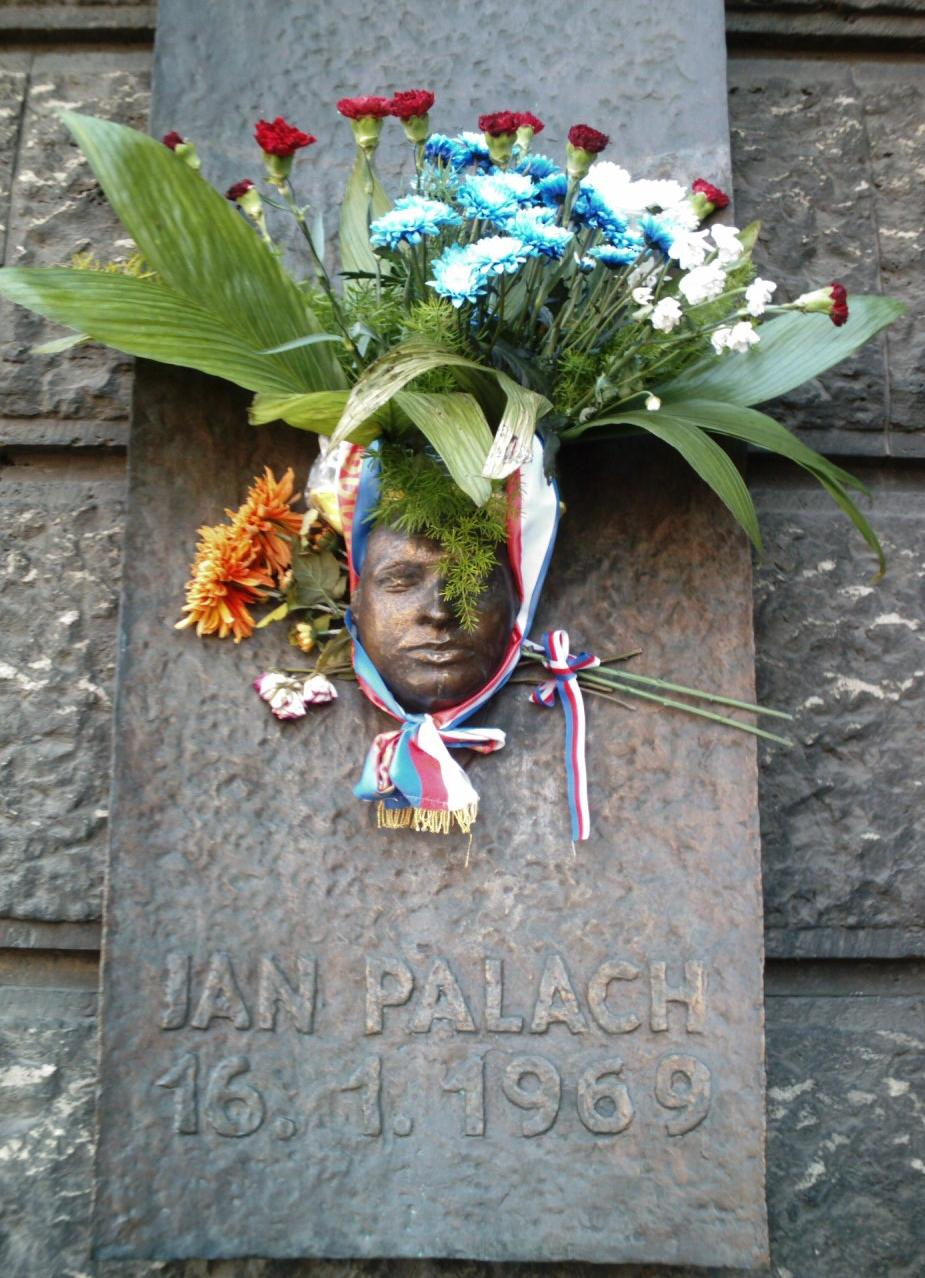
Меморіальна дошка на честь Палаха

Ян Па́лах (чеськ. Jan Palach; 11 серпня 1948, Вшетати — 19 січня 1969, Прага) — чеський юнак-студент, що вчинив акт жертовного самогубства на знак протесту проти окупації Чехословацької Соціалістичної Республіки військами країн Варшавського договору.

## Життєпис
Ян Палах навчався на кафедрі «Історія та політекономія» філософського факультету Карлового університету в Празі. На знак протесту проти окупації Чехословацької Соціалістичної Республіки військами Радянського Союзу та інших країн Варшавського договору він 16 січня 1969 року, обливши себе бензином, вчинив акт самоспалення поблизу Національного музею на Вацлавській площі в Празі. Він зробив це для того, щоб пробудити у співвітчизників почуття людської гідності після поразки Празької весни внаслідок вторгнення військ Варшавського договору до Чехословаччини.
Ян помер за три дні після акту самоспалення в клініці Карлового університету. Студент-скульптор Ольбрам Зубек зняв з нього посмертну маску.
25 січня 1969 року похорон Палаха на Ольшанському цвинтарі перетворився на політичну демонстрацію.
У жовтні 1973 року тіло Палаха було таємно ексгумовано співробітниками ЧССРівських спецслужб й піддано кремації з подальшим перенесенням на цвинтар у рідному місті Палаха Вшетати.

## Вплив і вшанування
Вчинок Яна Палаха надихнув ціле покоління чеських студентів, коли ті протестували проти комуністичної влади у 1989 році під час Оксамитової революції  — тоді цілий тиждень демонстрацій назвали «тижнем Яна Палаха». Згодом рештки Яна Палаха знов перепоховали на Ольшанському цвинтарі.
У 1991 році Палаха посмертно нагородили чеським Орденом Томаша Масарика першого ступеню. Ще 22 червня 1969 року чеський астроном-емігрант Любош Когоутек назвав на честь Палаха астероїд 1834 Палах.
У демократичній Чехії після Оксамитової революції були відкриті пам'ятник і пам'ятна таблиця на його честь, а в день його самоспалення, 16 січня, щороку відбуваються антитоталітарні демонстрації. Нині на місці самоспалення чеського студента в центрі Праги завжди лежать квіти, про нього пишуть матеріали у періодичних виданнях, присвячують книжки тощо. Ім'я Яна Палаха стало символом нескореності й боротьби з тоталітаризмом.
І до, і після смерті Палаха були спроби вчинити самоспалення, протестуючи проти придушення Празької весни 1968 року. Так, 5 листопада 1968 року українець Василь Макух на знак протесту проти комуністичної тоталітарної системи, колоніального становища України і політики зросійщення та агресії СРСР проти Чехословацької Соціалістичної Республіки здійснив акт самоспалення на Хрещатику у Києві. Загалом до квітня 1969 року ще 26 осіб здійснили спроби самоспалення, у такий спосіб протестуючи проти радянської інтервенції до суверенної Чехословаччини й придушення Празької весни 1968 року, семеро з них загинули. Один із них, Ян Заїц, вчинив самогубство також на Вацлавській плащі через місяць після Яна Палаха.